# Pachnobia lankialai
Pachnobia lankialai là một loài bướm đêm trong họ Noctuidae.